# 耶稣圣心广场 (毕尔巴鄂)
耶稣圣心广场（Plaza del Sagrado Corazón de Jesús）是毕尔巴鄂的一个广场，位于唐迭戈洛佩斯德阿罗大街（Gran Vía de Don Diego López de Haro）的尽头，与萨比诺·阿拉纳大道（avenida Sabino Arana）的交汇处。

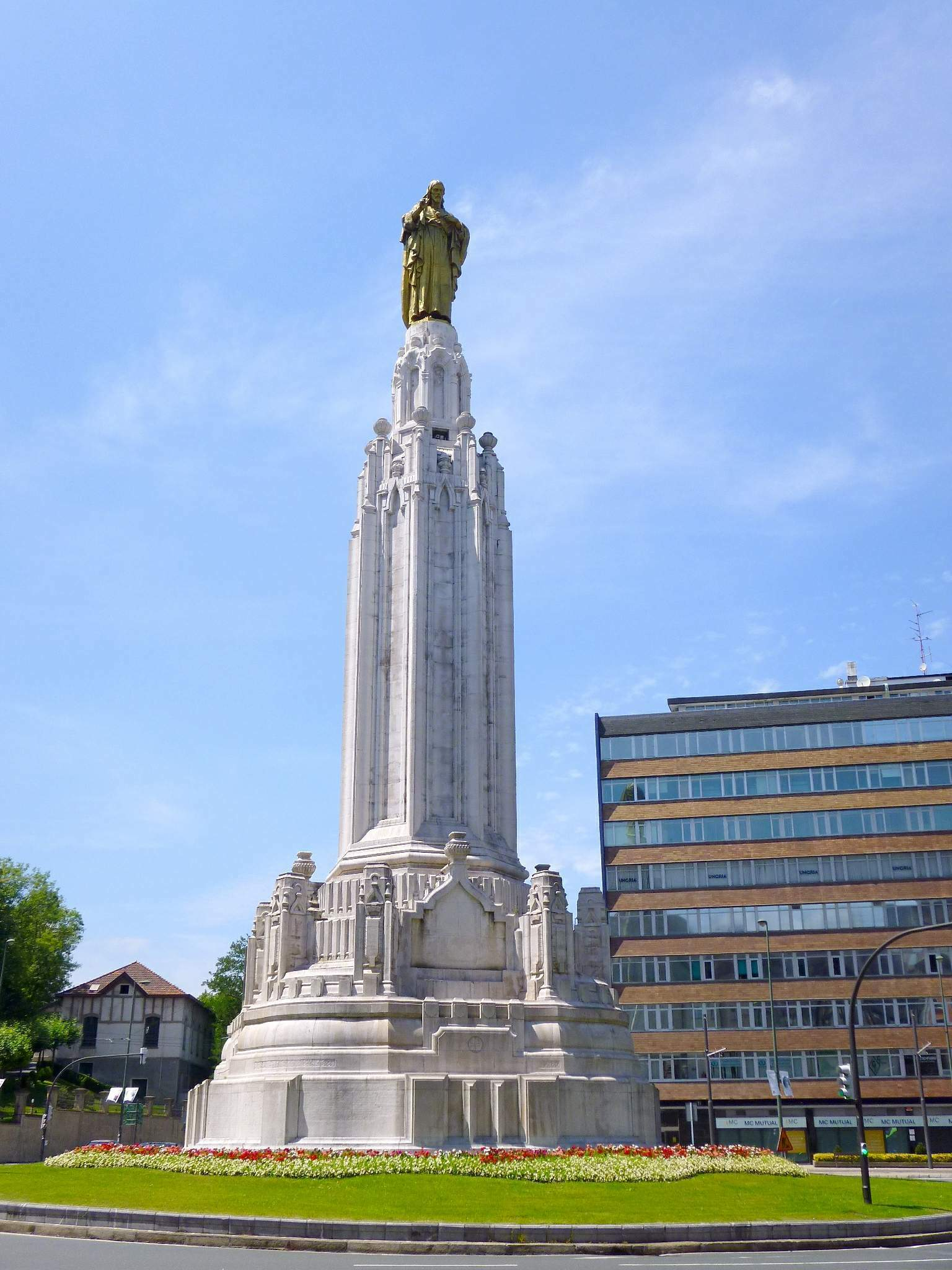

耶稣圣心广场位于唐迭戈洛佩斯德阿罗大街的尽头，距离环形广场（Plaza Circular）约1600米，那里有耶稣圣心纪念碑（Monumento al Sagrado Corazón de Jesús）， 高达40米。用作基座的方尖碑为石灰石材质，上面的耶稣雕像为青铜材质。
纪念碑由建筑师彼得罗·穆古鲁扎（Pedro Muguruza）和雕塑家洛伦佐·库洛特·瓦莱拉（Lorenzo Coullaut Valera）合作完成，于1927年6月26日揭幕，恰逢国际圣体大会，这项工作由 耶稣会神父推广。
2004年9月，纪念碑修复。

## 建筑
广场周围有以下建筑：
- 巴斯克宫（Palacio Euskalduna）
- 巴斯克桥（Puente Euskalduna）
- 卡西尔达伊图里扎公园（Parque Casilda Iturrizar）
- 毕尔巴鄂海事博物馆（Itsasmuseum Bilbao）
- 毕尔巴鄂神圣皇家仁慈堂（Santa y Real Casa de Misericordia de Bilbao）
- 圣马梅斯球场（Estadio de San Mamés）

## 交通
毕尔巴鄂电车A线设有Sabino Arana站，位于尤斯卡杜纳宫前面，Bilbobus和Bizkaibus也在此设站点。

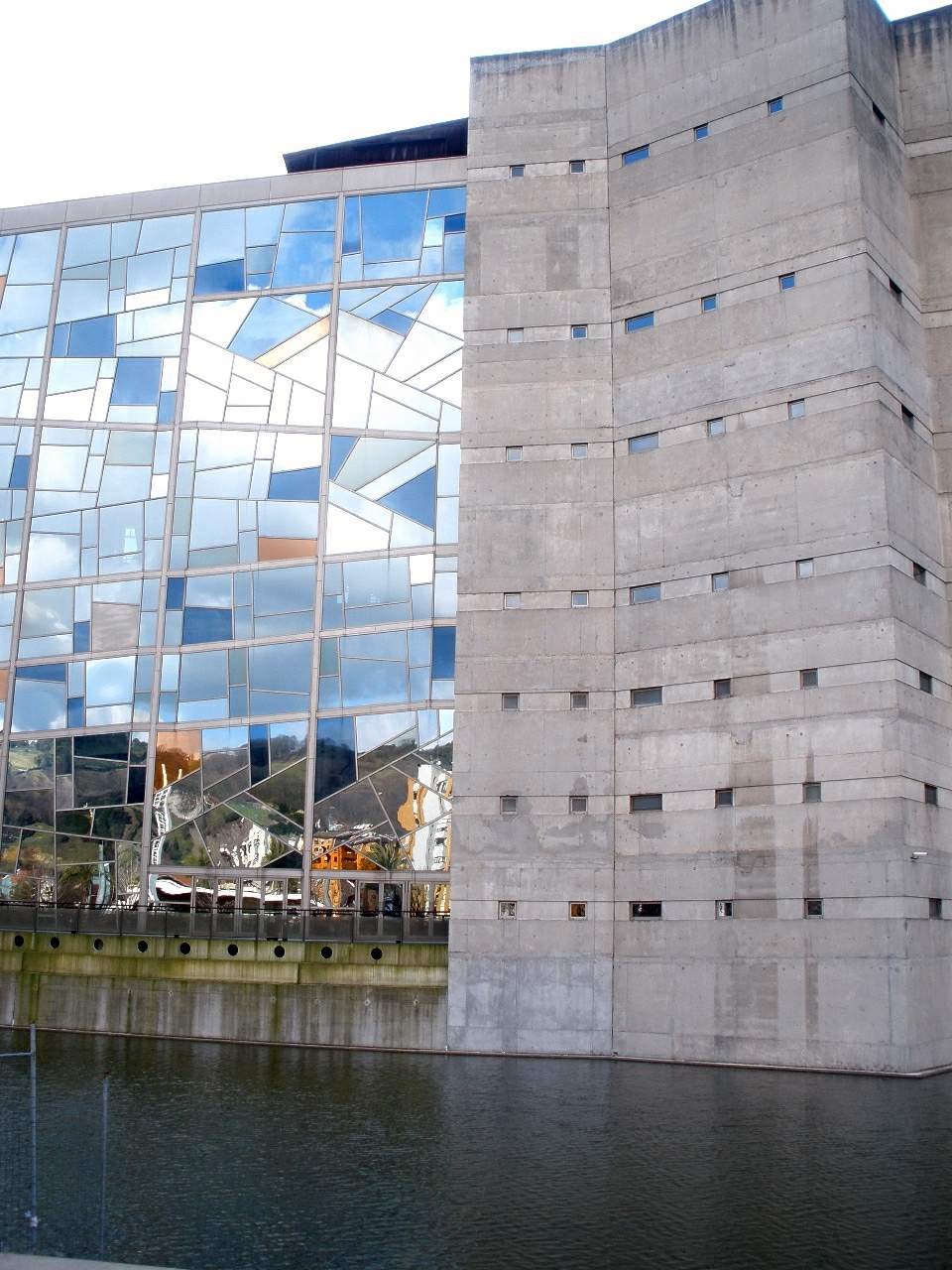
巴斯克宫
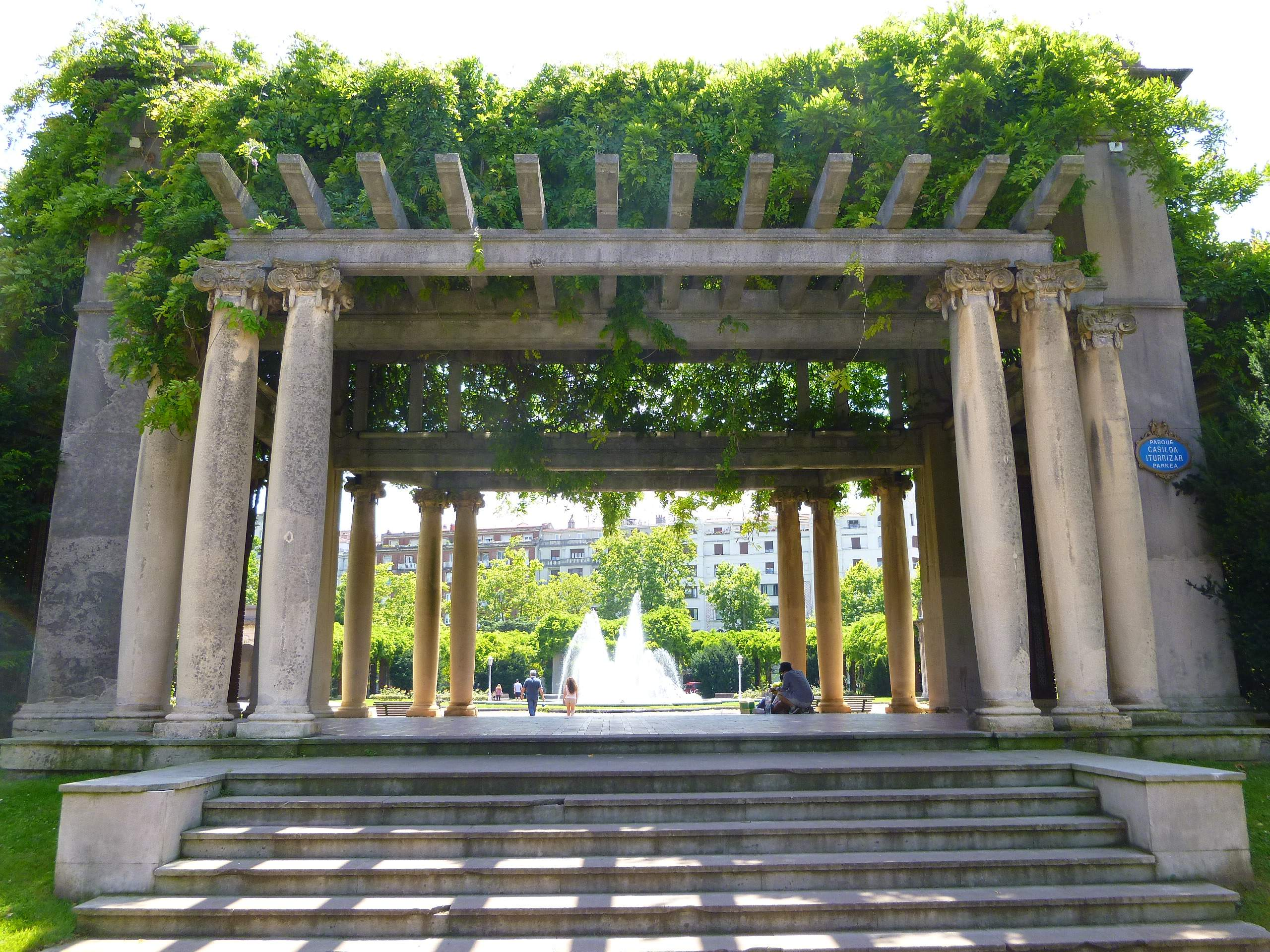
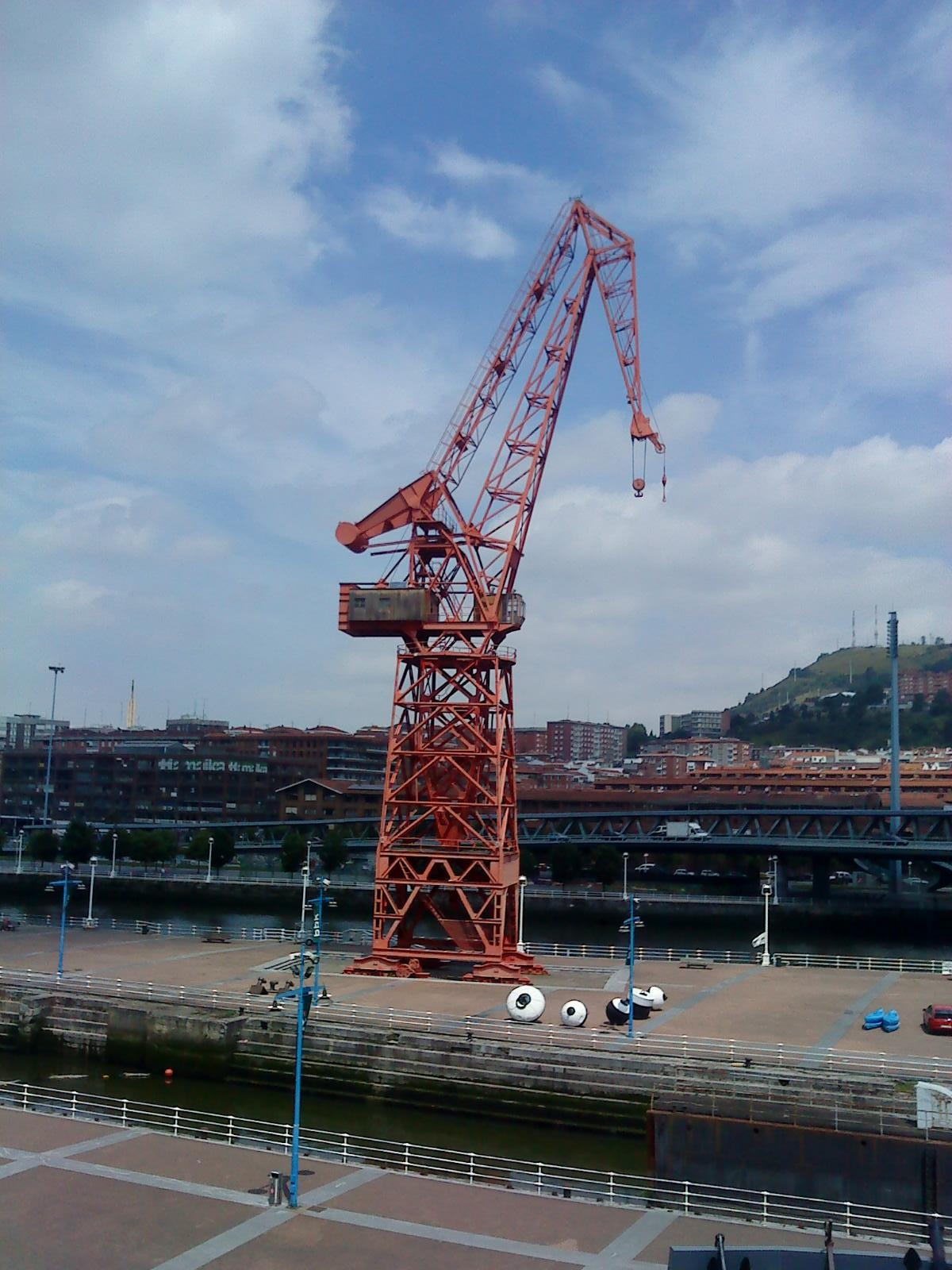
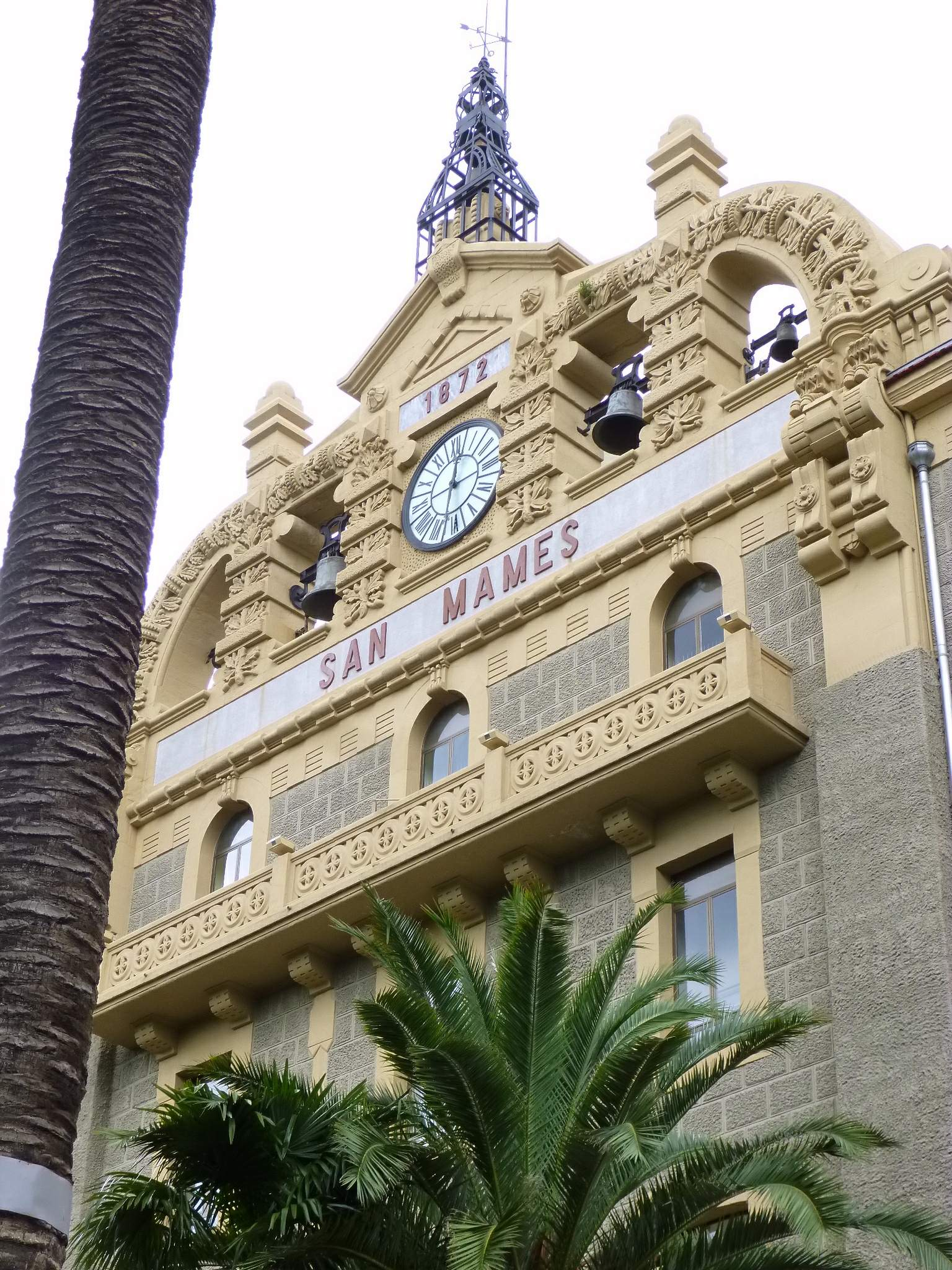
毕尔巴鄂神圣皇家仁慈堂
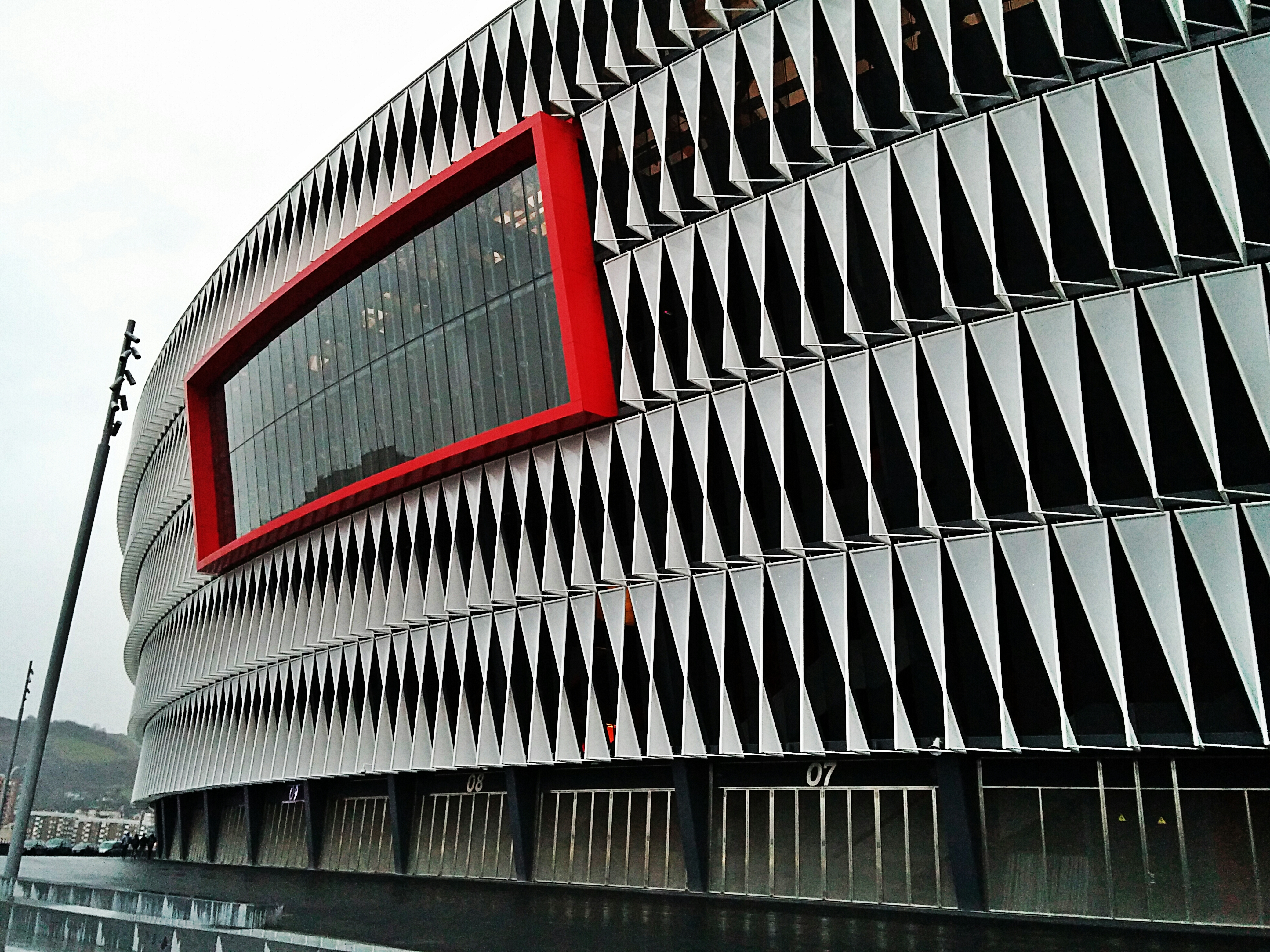
圣马梅斯球场